# Ischnojoppa madagascariensis
Ischnojoppa madagascariensis là một loài tò vò trong họ Ichneumonidae.